# TV Cultura Litoral
A TV Cultura Litoral é uma emissora de televisão brasileira pertencente ao Sistema Costa Norte de Comunicação. A emissora de TV está instalada nas cidades de Santos e Bertioga, no litoral paulista do Estado do São Paulo conhecida como Baixada Santista. A emissora é afiliada da TV Cultura e é sintonizada no Canal 48.1 UHF digital nos município de São Sebastião, Ilhabela, Bertioga, Guarujá, Santos, Cubatão, São Vicente, Praia Grande, Mongaguá e também pode ser assistida através do canais 22 e 522 da CLARO TV em toda a região da Baixada Santista.

## Sinal digital
| Canal virtual | Canal digital | Resolução de tela | Programação                                              |
| ------------- | ------------- | ----------------- | -------------------------------------------------------- |
| 48.1          | 48 UHF        | 1080i             | Programação principal da TV Cultura Litoral / TV Cultura |
| 48.2          | 48 UHF        | 480i Widescreen   | Univesp                                                  |
| 48.3          | 48 UHF        | 480i Widescreen   | Multicultura                                             |

Transição para o sinal digital
Com base no decreto federal de transição das emissoras de TV brasileiras do sinal analógico para o digital, a TV Costa Norte, bem como as outras emissoras da Baixada Santista, cessou suas transmissões pelo canal 48 UHF em 20 de dezembro de 2017, seguindo o cronograma oficial da ANATEL.

## Programas
- Café da Manhã
- Jornal da Praia
- Opinião 2.0
- Programa Pedro Alcântara
- Resenha Santista